# Mörtsjön (Hammars socken, Närke, 651526-145577)
Mörtsjön är en sjö i Askersunds kommun i Närke och ingår i Motala ströms huvudavrinningsområde.